# Fanta Maa

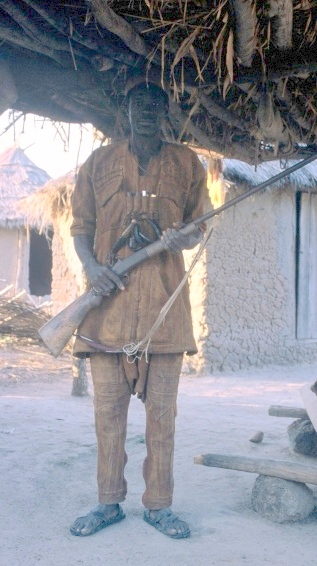
Chasseur Bambara du Mali de la confrérie des Dozo. Il porte ses amulettes et un fusil.

Fanta Maa (Littéralement, « le fils de Fanta ») est un héros légendaire des contes traditionnels d'Afrique de l'Ouest, émanant essentiellement des populations vivant sur les berges du delta intérieur du Niger. Son histoire prend les allures d'un conte initiatique mais aussi d'un mythe des origines, celui de la confrérie des « chasseurs d'eau » Bozo. Par ses références à de nombreuses croyances préislamiques, la légende de Fanta Maa apparaît également comme une manifestation de l'intégration au sein du monde musulman de traditions et de pratiques animistes. Héros possédant les qualités propres aux groupes des Dogons ou Peuls comme des Bozo, le récit de la vie de Fanta Maa peut se lire comme une des nombreuses formes des pactes intercommunautaires.

## Le conte
Plus connu sous son nom savant, la geste de Fanta Maa, l'histoire de Fanta Maa est un récit initiatique dans lequel le héros, Fanta Maa, affronte des forces maléfiques et les terrasse soit par sa force, soit par la ruse, soit par ses pouvoirs surnaturels, avant de succomber finalement, entraînant par sa disparition tragique le pays dans une malédiction qui persiste encore.
Fanta Maa naît dans des conditions miraculeuses et de parents hors norme. Sa mère, Baa Fanta, est une femme forte qui impose sa volonté aux hommes du village, qu'elle convoque à volonté, mais aussi à son terrible fils, dont elle doit dompter le caractère ombrageux et les velléités d'indépendance. Le père de Fanta Maa est un djinn aux multiples pouvoirs qui s'unit à Baa Fanta, car celle-ci n'a pas d'enfant de son époux légitime. Fanta Maa manifeste cet héritage par des aptitudes surnaturelles: il parle à sa mère (« [...] - Surtout ne te plains pas./ Sache que je suis un djinn, moi./ Je suis Maa [...] », Vers 58 à 59) tandis qu'elle est encore enceinte, et décide de naître après terme au dixième mois (« [...] Il dit à Fanta : "Rends-toi aujourd'hui au pied du caïlcédrat :/ je dois naître aujourd'hui. [...] » Vers 74 & 75).
Sa vie prend les allures d'une vaste aventure qui va crescendo, comme le lui enseigne d'ailleurs sa mère, qui lui demande d'apprendre à tuer des mouches avant de s'attaquer aux « animaux à sang ». S'ensuit une véritable succession d'hécatombes au cours desquelles Fanta Maa extermine des animaux de plus en plus gros et de plus en plus féroces. Il est accompagné dans ses aventures par deux chiens, Wulaaju et Mananju, nés jumeaux le même jour que lui.
Les animaux finissent par conspirer contre Fanta Maa et lui envoient une gazelle korine transformée par la magie des fétiches en une belle jeune femme. Celle-ci, se faisant appeler Fatoumata, prétendant venir du village de Wulèe (La brousse en Bambara) séduit Fanta Maa et l'épouse. Déclarant ne manger que du chien, elle le conduit à tuer ses deux chiens jumeaux. Mais la mère de Fanta Maa, ayant aperçu Fatoumata se transformer en gazelle korine, garde précieusement les os des chiens de son fils qu'elle conserve dans des jarres de terre cuite. Puis, sous le prétexte de le conduire chez ses parents, Fatoumata l'entraîne à l'écart, le pousse à de séparer de ses armes, de ses fétiches et de ses habits d'homme. Ainsi démuni, Fanta Maa est attaqué par les animaux coalisés. Il est contraint de se changer plantes, en termitière, en « autre chose » (Vers 848). Baa Fanta, pressentant le danger qui menace son enfant, envoie vers lui ses deux chiens de chasse ressuscités par ses soins et porteurs de dege (bouillie de mil), ce qui permet à Fanta Maa de se régénérer. Il se met en chasse et tue tous les animaux conspirateurs, faisant de la tête de la gazelle korine la troisième pierre de son foyer, afin que « [...] Jusqu'à la fin du monde,/ plus jamais femme ne trahira homme [...] » (Vers 1150 et 1151)
Les aventures se poursuivent alors pour Fanta Maa que l'on voit tour à tour tuer un crocodile mangeur de jeunes mariées ou brider un hippopotame comme on le fait d'un cheval. La mort de Fanta Maa reste confuse, on sait juste qu'il fut trahi par les sortilèges d'une vieille sorcière.

## Les sources

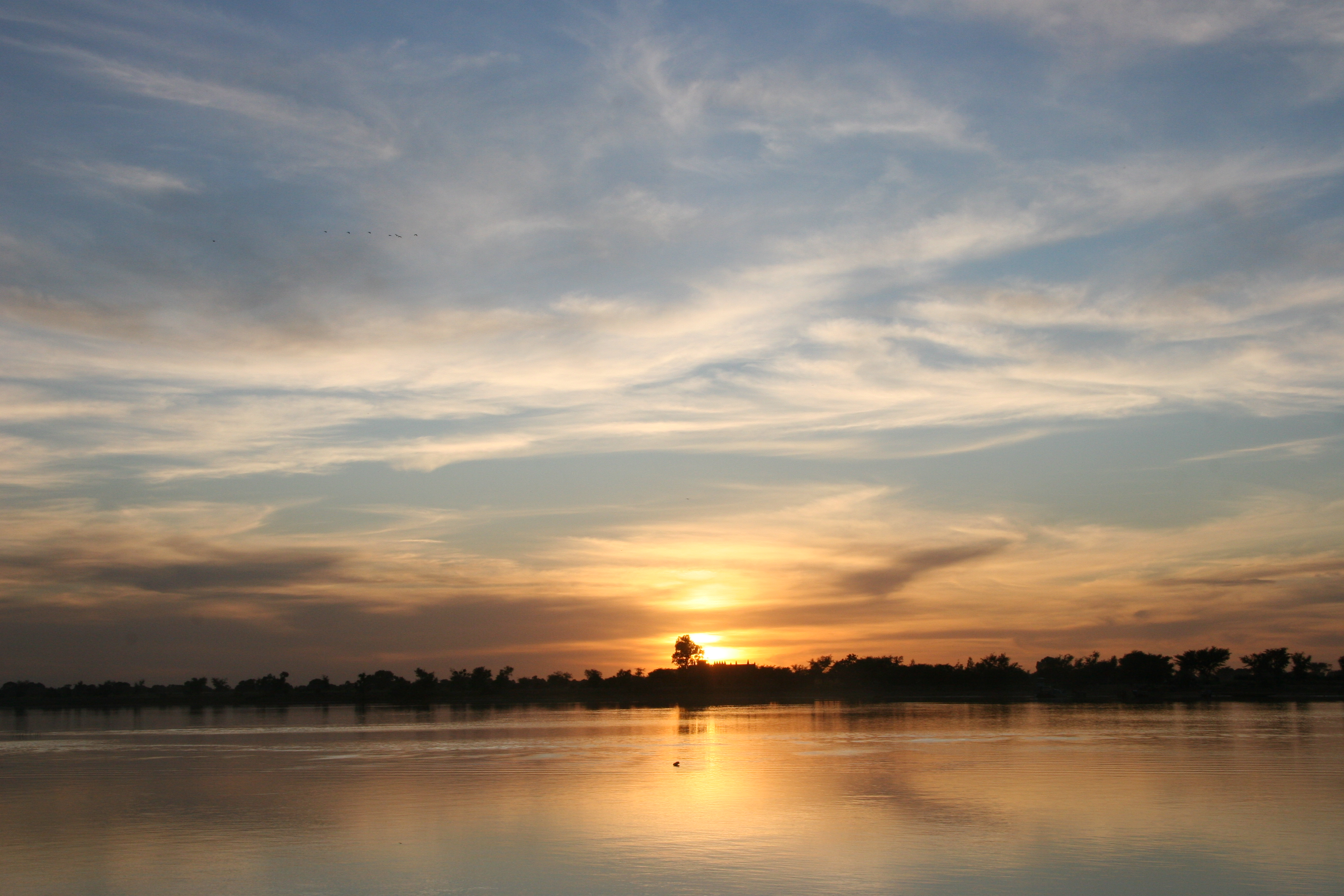
Le Bani, affluent du Niger dans le delta intérieur du Niger, cadre des aventures de Fanta Maa

L'histoire de Fanta Maa est essentiellement connu en dehors du peuple Bozo par le récit qu'en a fait Myeru Baa en janvier 1977 devant Shekh Tijaan Hayidara qui l'enregistrait. Le récit, traditionnellement autant dit que chanté ou psalmodié, et accompagné par les exclamations et les encouragements d'un public averti, a été réalisé, cette fois-ci, en privé pour Shekh Tijaan Hayidara, en langue bamanan. Il a été  transcrit et traduit par Shekh Tijaan Hayidara qui en fait paraître par la suite une version commentée (1985) et qui en publie une version accompagnée d'une autre légende Bozo, Le fils des sept femmes Bozo, dans un recueil intitulé La geste de Fanta Maa. Archétype du chasseur dans la culture des Bozo.
Issue des langues mandées, le bamanan (Bambara) est une langue déclinée en un ensemble de dialectes marqués de forts régionalismes, dont le bamanan de la région de Ségou dans lequel s'exprime Myeru Baa. Le récit de Myeru Baa comporte également des formules propres aux « chasseurs d'eau », terme par lequel les chasseurs-pêcheurs initiés sont désignés dans les cérémonies Bozo. La transcription (Le passage de la version orale en bamanan au bamanan écrit) utilise les caractères de l'alphabet latin classique utilisé en Français, avec comme seule concession au rendu du parler Bozo l'accentuation des [ò]. En cela, Shekh Tijaan Hayidara suit les règles de transcription du Bambara établies au Mali depuis 1967. Cela pourra étonner certains érudits et universitaires habitués aux règles de transcription de 1982 qui ajoutent quatre caractères phonétiques additionnels pour noter les tons spécifiques des langues mandées.
La version de Shekh Tijaan Hayidara éditée par le CELHTO (1987) propose en pages paires la translittération du récit de Myeru Baa et en pages impaires la traduction en Français, les phrases dites par Myeru Baa étant présentées groupées en strophes et numérotées comme les vers d'une épopée. Les archaïsmes, les mots issus du vocabulaire spécifique des chasseurs Bozo et les formules intraduisibles (car à la signification secrètes) sont laissées par Shekh Tijaan Hayidara telles quelles dans le texte en Français, suivant en cela les indications des chercheurs du Centre Régional de Documentation sur la Tradition Orale (CRDTO), ancêtre du CELHTO.

## L'analyse

### Un conte initiatique et un conte d'initiation
Très riche, le récit se prête à plusieurs interprétations. Considéré comme l'ancêtre des chasseurs, Fanta Maa est le grand ancêtre commun des Bozo et des Bambaras (« [...] Fanta Maa/ C'est l'ancêtre initiateur de tous les chasseurs:/ qu'ils soient Bambara,/ peuples de la terre ferme: ou peuple de l'eau/ il est l'ancêtre de tous [...] » Vers 1282 à 1287). Le conte initiatique qui va présenter un héros qui se découvre en découvrant la vie est donc aussi un conte initiatique, qui renvoie donc à l'existence en Afrique subsaharienne de sociétés secrètes, telles que les qualifièrent les premiers anthropologues, et que l'on appelle plutôt aujourd'hui des confréries, tant le terme de société secrète est connoté péjorativement et lié aux théories du complot.
Les confréries, qui ne sont pas secrètes dans la mesure où chacun, au sein d'une communauté, sait qui y appartient et ce qu'il y fait, sont réservées à des initiés, ayant subi des épreuves d'initiation, et qui deviennent alors porteurs d'un patrimoine culturel spécifique et de techniques qu'ils sont les seuls à pouvoir utiliser de manière licite : ainsi, si tout le monde peut savoir chasser, la chasse comme activité communautaire est réservée à ceux qui sont membres de la confrérie des chasseurs.
Les remarques faites tout au long du récit des aventures de Fanta Maa sur la rouerie féminine, thème récurrent dans les mythes, les épopées et les contes initiatiques d'Afrique de l'Ouest, ne participent pas à une misogynie qui verrait s'opposer des hommes et des femmes, mais apparaissent comme le conseil sans cesse répété de ne pas dévoiler les secrets de la confrérie, y compris au sein de la cellule familiale, y compris à l'épouse. La mère de Fanta Maa déconseille à son fils de se marier, tant sera grande alors pour lui la tentation de livrer ses secrets à Fatoumata. Ce qu'il finit par faire. Le même schéma où l'on voit un homme à la puissance surnaturelle dévoiler ses secrets et s'en trouver en danger est un thème qui dépasse les frontières africaines et se retrouve par exemple dans l'épisode de l'Ancien Testament consacré à Samson et Dalila.

### Un mythe des origines
L'histoire de Fanta Maa apparaît aussi comme un récit des origines : « [...] Ce Fanta Maa [dont je te parle],/ l'origine de la société des chasseurs [...] Les faits de chasse de Fanta Maa/ sont antérieurs/ aux faits de chasse de Sunjata [...] » (Vers 684-685 et 690 à 692). Il pose le cadre de ce qui est licite ou illicite et qui propose des explications pour comprendre l'ordre du monde, en particulier la maladie du sommeil, très présente sur les berges des fleuves et des cours d'eau d'Afrique de l'Ouest. C'est également l'un des piliers de la construction identitaire des Bozo, comme l'ensemble des sociétés sahéliennes constituent leur identité autour de héros légendaires, ou de personnages historiques légendarisés (comme Soundiata Keïta au Mali, Sarraounia Mangu au Niger). Pour Baumgardt et Derive (2008), il ne s'agit pas seulement des thèmes véhiculés par le conte ou l'épopée qui entrent en ligne de compte mais également les conditions de la représentation, qui amènent l'ensemble de la communauté à se réunir pour entendre encore une fois et tous ensemble l'histoire fondatrice.
Les conditions de la conception de Fanta Maa, par exemple, né d'un djinn alors que Baa Fanta était déjà mariée, permettent au récitant de déclarer « [...] Tout enfant conçu dans le mariage/ est enfant légitime/ Même s'il est le produit de l'adultère,/ il n'a pas le statut d'enfant adultérin./ Du moment qu'il est né dans le mariage/ il est l'enfant du mariage. [...] » (Vers 35 à 40).
La mort énigmatique de Fanta Maa, brossé en deux strophes, est attribuée à la traîtrise féminine et le pays reçoit comme punition une interdiction de manger les fruits des arbres et la chair des poissons sous peine d'être affligé de la maladie du sommeil. Ainsi, une maladie endémique sur les berges du Niger reçoit une explication : c'est le propre des mythes des origines.

### Une manifestation des pactes inter-communautaires
Par les nombreux emprunts aux traditions des autres peuples, dont les Peuls, avec lesquels la proximité géographique est très forte au Mali dans la boucle du Niger, le mythe de Fanta Maa, aussi bien chasseur que pêcheur, participe comme le Degal et le Yaaral aux renouvellement des pactes inter-communautaires. Les pactes inter-communautaires désignent en Afrique toutes les manifestations qui relient les différentes populations d'un espace proche et qui entretiennent entre elles des relations d'interdépendance. Ainsi, Fanta Maa se plie aux critères héroïques des peuples Bozo, mais aussi Dogon par ses talents de forgeron et peuls.
La fête du Sanké Môn, organisée encore au XXIe siècle par les pêcheurs du delta du Niger, convoque elle aussi les peuples Dogon et Peul. Les plaisanteries de cousinage, considérées comme un élément du patrimoine immatériel de l'humanité, sont également un exemple de pactes inter-communautaires. Les Bozo et les Dogon partagent ce type de relations dit de « cousinage à plaisanterie ». George Balandier (1957) notait encore le rôle de trait d'union entre les groupes ethniques des peuples pêcheurs qui assuraient un lien entre les Dogon de l'arrière-pays, les Peuls descendants vers les points d'eau à la saison sèche et les différents groupes Bambara le long d'un axe Ségou - Tombouctou.

### Le héros animiste d'un patrimoine culturel islamisé
Le récit est également un témoignage de l'insertion des traditions orales animistes au sein du monde musulman. Les références à l'Islam, si elles sont éparses et discrètes, émanent aussi bien du griot qui invoque Dieu pour témoigner de son intégrité de récitant, que des personnages du contes eux-mêmes : ainsi le lièvre lui-même ne voit qu'une invocation à Allah pour permettre aux animaux d'échapper à la furie de Fanta Maa. Shekh Tijaan Hayidara propose une belle formule pour concilier l'Islam avec ce récit éminemment animiste, en faisant de la beauté et de la perfection du chant de Myeru Baa un chemin d'accès vers Dieu. Cette lecture soufie du rôle de la poésie dans la spiritualité est par ailleurs assez caractéristique de l'Islam en Afrique de l'Ouest, comme en témoigne la confrérie des Mourides du Sénégal ou celle de la Tijaniyya au Sahel.

### Le statut de la véracité du récit: invention de la tradition et création de modernité
Le lecteur pourra remarquer un certain nombre d'incohérences apparentes, et en particulier celles qui ressortent des entrecroisements de temporalités et des anachronismes. Myeru Baa ne cesse de répéter que ce récit où les animaux parlent aux hommes, se transforment et possèdent des fétiches est un récit se déroulant aux premiers temps du monde. Il assure en même temps que son grand-père a vu la mère de Fanta Maa, établit une liste des rois ayant régné à l'époque du récit, et dote son héros d'un fusil et d'une pipe à tabac. Il y a donc eu des ajouts au cours des siècles dans le corps même du chant, insérant des éléments de modernité technique (fusil, tabac) au fur et à mesure qu'ils s'imposaient dans le quotidien des sociétés.
Cela pose la question du statut de la vérité dans les contes et légendes orales d'Afrique de l'Ouest. Pour Mamoussé Diagne, la vérité dont il est question n'est pas celle factuelle des historiens (Un récit de choses vraies) mais la vérité du récit, un récit raconté dans les formes vraies, contenant les informations que le public attend. On passe d'un récit vrai à un vrai récit : le griot n'étant pas un témoin au point de vue contingent, mais le porte-parole respectueux de l'héritage de tout un groupe.
En Afrique de l'Ouest, les griots ou "Maîtres de la parole", assimilés un peu hâtivement par les autorités coloniales aux "fous" des cours médiévales, et qui étaient autant hérauts, troubadours, conseillers qu'amuseurs des princes, avaient aussi pour fonction d'inventer de la tradition, en insérant dans leurs récits des aventures qui pouvaient légitimer a postériori des comportements politiques. Il en a été ainsi récemment avec la charte du Mandingue, chantée à Kankan (1998), qui sert à valider la légitimité de la démocratie au Mali aujourd'hui en faisant remonter ses origines à Soundiata Keïta.
Le passage à l'écrit fige en partie la littérature orale, qui cesse d'être dynamique et prend une coloration de plus en plus patrimoniale, perdant en signification civique ce qu'elle gagne en maîtrise artistique. Cependant, ce passage à l'écrit, s'il est motivé par la volonté universitaire de préserver un patrimoine oral en péril du fait de la disparition progressive des récitants, correspond aussi à une attente populaire, d'autant plus friande de tradition fixée que les changements sociétaux sont brutaux et soudains.

## Postérité & Parenté(s)
Ahmadou Kourouma, dans son roman En attendant le vote des bêtes sauvages (1998) met en scène un chef d'État apparemment aux abois qui fait appel à un griot de la confrérie des chasseurs pour convoquer auprès de lui les esprits favorables à sa réélection. Le roman construit sous forme de "nuit" successives adapte au genre le protocole des chants des griots lors des rappels des traditions et des épopées. Sami Tchak, plus récemment, a fait d'un griot l'un des personnages principaux de son roman, Al Capone le Malien (2011) dans lequel un vieux griot en bout de course se voit entouré par un monde dans lequel la culture matérielle menace de noyer l'héritage fragile des griots.
Parce qu'il partage avec le héros de dessin animé Kirikou une naissance surnaturelle et des capacités intellectuelles hors normes, Fanta Maa est parfois considéré comme la source d'inspiration du petit héros. Cependant, bon nombre de héros des contes et légendes ouest-africaines partagent ces caractéristiques et en particulier les conditions surnaturelles de la naissance. C'est ainsi, par exemple, le cas de Izé Gani, conte épique écrit par Boubou Hama à partir d'un ensemble de contes et légendes du Niger. Plus qu'un décalque de Fanta Maa ou de Izé Gani, Kirikou apparaît comme une synthèse des différentes caractéristiques des héros traditionnels ouest-africains.
La parenté entre le Izé Gani de Boubou Hama et le Fanta Maa de Myeru Baa dépasse le simple cadre narratif: les deux récits ont été publiés au même moment (première parution en 1985), ils témoignent tous deux de la volonté des élites de sauvegarder le patrimoine traditionnel national et de le mettre à la disposition d'un public néophyte. Cependant la version de Myeru Baa émane directement de la tradition orale, celle de Boubou Hama est passée au filtre de l'écriture romanesque. Izé Gani, qui commence ses aventures comme un enfant terrible devient au fil des pages un héros positif et une figure bienveillante, tout restant un éternel enfant. Au contraire, Fanta Maa grandit, et reste un héros exterminateur des bêtes, connaît le désir et la tromperie. On est bien loin d'un Kirikou ami des hommes et des bêtes.
Loin d'un affadissement de la tradition, le passage au genre romanesque, puis aux œuvres grand public, correspond au cycle naturel d'invention permanente de la culture dans une société: Robert Darnton en analysant les réécritures successives des contes populaires paysans montre comment Perrault (Les Contes de ma mère l'Oye) adapte aux goûts du public bourgeois les contes cruels de la paysannerie française, puis comment les frères Grimm adaptent les Contes de ma mère l'Oye aux goûts du public allemand, le corpus cheminant alors en Grande-Bretagne avant de revenir en France sous une forme nouvelle. Les traditions orales africaines ont subi le même processus de fixation écrite et d'édulcoration partielle, Fanta Maa devenant pour partie Izé Gani, devenant lui-même une partie de Kirikou, qui prête maintenant sa silhouette aux représentations communes d'Izé Gani.

#### Sur l'histoire de l'Afrique
- Ki-Zerbo (Joseph), Histoire de l'Afrique noire d'hier à demain, 1978, réédition 1994, Paris, Hatier, 729 pages,  (ISBN 978-2218041761)
- M'Bokolo (Elikia), sous la direction de, Afrique noire. Histoire et civilisations, Tome I « Des origines au XVIIIe siècle », 1995, réédition, Hatier & AUPELF - AUF (Agence Universitaire de la Francophonie), collection poche « Hatier scolaire », Paris, 529 pages,  (ISBN 978-2218934995)

#### Sur la question du statut des sources orales en Histoire africaine
- Jansen (Johannes Antonius Maria Mansue), Épopée, histoire, société: le Cas de Soundjata, Mali et Guinée, Paris, aux éditions Karthala, collection « Tradition orale », 312 pages,  (ISBN 978-2845860704)
- UNESCO, collectif, Histoire générale de l'Afrique, tome I « Méthodologie et préhistoire africaine », sous la direction de Joseph Ki-Zerbo, 1986, Paris, aux éditions conjointes de l'UNESCO, Présence africaine et Edicef, 416 pages,  (ISBN 978-2850694554)

#### Sur la littérature orale et les traditions orales en Afrique: analyses de corpus
- Kesteloot (Lilyan) & Dieng (Bassirou), Les épopées d'Afrique noire, 2009, Paris, aux éditions UNESCO / Karthala, 626 pages,  (ISBN 978-2-8111-0210-4)
- Perrot (Claude-Hélène), Le passé de l'Afrique par l'oralité. Analyses bibliographiques, 1993, Paris, aux éditions La Documentation française, traduit par Marc SMITH, 301 pages,  (ISBN 978-2110029775)

#### Sur la littérature orale et les traditions orales en Afrique: approche critique
- Baumgardt (Ursula), Littératures orales africaines: perspectives théoriques et méthodologiques, 2008, Paris, aux éditions Karthala, collection « Tradition orale », 439 pages,  (ISBN 978-2811100209)
- Diagne (Mamoussé), Critique de la raison orale. Les pratiques discursives en Afrique noire, 2005, Paris, aux éditions Karthala, collection « Tradition orale », 600 pages,  (ISBN 978-2845867185)